# 위스콘신 대학교 법학대학원
위스콘신대학교 로스쿨(Wisconsin Law School)은 위스콘신주립대학교-매디슨 캠퍼스 (University of Wisconsin-Madison)의 법학전문대학원이다. 
1868년에 "실천법학 (Law in Action)" 정신에 입각하여 설립된 위스콘신대학교 로스쿨은 현실 사회에 실질적으로 공헌하는 법학 교육을 강조한다. 위스콘신대학교 로스쿨은 또한 미국의 모든 주 중 유일하게 "학위특권 (Diploma Privilege)" 시스템이 허용된 위스콘신주의 로스쿨로써 해당 법학전문대학원에서 요구하는 일정 요건을 충족한 졸업생들은 졸업 직후 변호사 시험의 과정 없이 위스콘신주 변호사 자격증을 취득할 수 있는 특권을 누린다. 
2021년에 발표된 U.S News & World Report 2022 Best Law Schools 순위에서 미국변호사협회 (American Bar Association)에 의해 인가된 전미 193개의 로스쿨 중 29위를 기록하고 동년도 PreLaw Best Value Law School 순위에서 2위를 기록하며 전통적 강세와 학문적 명성을 이어나가는 중이다.

## 실천법학 (Law in Action)
실천법학에 입각한 교육철학에 따라 위스콘신대학교 로스쿨은 단순히 책에 기술된 규칙의 집합소로써 법을 바라보지 않고 실제 법조계에 종사하는 전문인들이 실질적으로 활용하는 법학을 가르치는 것만이 진정으로 법을 이해할 수 있다고 정의한다. 이에 따라 위스콘신대학교 로스쿨은 현재에 와서는 전미 로스쿨 교육과정에 보편적으로 필수적인 실무교육과정으로써 포함되어 있는 리걸클리닉 프로그램을 처음으로 설립하여 운영한 로스쿨 중 하나로, 오늘날까지도 도합 11개의 연구기관과 리걸클리닉을 적극적으로 운영하며 재학생들이 학교에서 학습하는 동안 법과 사회의 관계를 면밀히 분석하고 고찰할 수 있도록 지원한다. 이에 유구한 전통의 위스콘신주 학위특권 시스템은 변호사의 실무능력을 시험하는데 한계를 지니고 있을 수 밖에 없는 객관식 및 에세이 형식의 이론 중심의 변호사 시험 (Bar Examination) 에 자칫 로스쿨 교육의 초점이 맞추어지는 것이 방지되는 효과 또한 더해져 위스콘신대학교 로스쿨 재학생들은 졸업 시점에 높은 수준의 실무성을 지닐 수 있게 된다. 2021년을 기준으로 현재 운영되고 있는 연구기관과 리걸클리닉은 다음과 같다.

### 리걸클리닉 (Legal Clinics)
- Center for Patient Partnerships
- Continuing Legal Education
- Economic Justice Institute
- Frank J. Remington Center
- Great Lakes Indigenous Law Center
- Government and Legislative Law Clinic
- Law and Entrepreneurship Clinic
- Wisconsin Alcohol Policy Project

이 중 Frank J. Remington Center 은 위스콘신주의 검찰과 국선 변호인들이 재학생들과 협업하여 위스콘신 주를 포함한 전미 지역의 수감자들에게 무료 법률상담을 제공해주는 리걸클리닉으로 형법을 실천법학 정신에 입각하여 학습할 수 있는 기회를 재학생들에게 제공한다. 전미 리걸클리닉 중 Economic Justice Institute와 함께 가장 오래된 역사와 거대한 규모를 자랑한다.   

### 연구기관 (Research Centers)
- East Asian Legal Studies Center
- Global Legal Studies Center
- Institute for Legal Studies

## 입학
2020년 기준, 미국변호사협회에서 매년 공시하는 ABA Report 에 따르면 1학년 재학생의 숫자는 241명으로 이들의 LSAT 중앙값(Median)은 163점, 제 25 백분위수와 제 75 백분위수는 각각 158점, 165점이다. GPA 중앙값은 3.61이며 제 25 백분위수와 제 75 백분위수는 각각 3.31, 3.75이다.     